# Municipio de Galena (Nebraska)
El municipio de Galena (en inglés: Galena Township) es un municipio ubicado en el condado de Dixon en el estado estadounidense de Nebraska. En el año 2010 tenía una población de 288 habitantes y una densidad poblacional de 3,09 personas por km².

## Geografía
El municipio de Galena se encuentra ubicado en las coordenadas 42°28′52″N 96°50′15″O / 42.48111, -96.83750. Según la Oficina del Censo de los Estados Unidos, el municipio tiene una superficie total de 93.15 km², de la cual 92,97 km² corresponden a tierra firme y (0,19 %) 0,18 km² es agua.

## Demografía
Según el censo de 2010, había 288 personas residiendo en el municipio de Galena. La densidad de población era de 3,09 hab./km². De los 288 habitantes, el municipio de Galena estaba compuesto por el 96,53 % blancos, el 0,35 % eran afroamericanos, el 0,35 % eran asiáticos, el 1,04 % eran de otras razas y el 1,74 % eran de una mezcla de razas. Del total de la población el 3,13 % eran hispanos o latinos de cualquier raza.